# When Christmas Comes Around...
When Christmas Comes Around... é o nono álbum de estúdio da cantora norte-americana Kelly Clarkson. Foi lançado em 15 de outubro de 2021, pela Atlantic Records. Produzido por Jesse Shatkin, Jason Halbert, Joseph Trapanese e Aben Eubanks, é seu segundo álbum de Natal depois de Wrapped in Red (2013) e um seguimento de seu oitavo álbum de estúdio, Meaning of Life (2017). Apresentando versões cover de canções de Natal, bem como faixas originais co-escritas e duetos com Chris Stapleton, Ariana Grande e Brett Eldredge, seu lançamento foi precedido pelo single principal do álbum "Christmas Isn't Canceled (Just You)".
A promoção do álbum incluiu um especial de Natal com o mesmo título, que estreou na NBC em 1 de dezembro de 2021.

## Antecedentes e gravação
"Meu propósito ao escolher esta letra como título deste projeto foi trazer um senso de realidade ao fato de que provavelmente estaremos em lugares emocionais muito diferentes Quando o Natal Se Aproxima... Alguns de nós são consumidos por um novo amor, alguns de nós lembrados da perda, alguns cheios de otimismo para o próximo ano novo, outros exultantes por algum tempo muito merecido longe do caos que nossa vida profissional às vezes pode nos trazer. Onde quer que você esteja e o que quer que esteja passando, eu queria que todos pudessem se conectar a uma mensagem neste álbum. A cada ano, você pode até ter um novo favorito, dependendo de onde você está em sua vida, mas embora a mudança possa ser imprevisível, não há melhor época do ano, na minha opinião, para inspirar esperança na vida e deixar a possibilidade vagar."

- Clarkson sobre o nome do álbum When Christmas Comes Around...
Após o lançamento de seu primeiro álbum de Natal Wrapped in Red em 2013 pela RCA Records, Clarkson foi transferida para a Atlantic Records e lançou as faixas de Natal "Christmas Eve" (2017), "Under the Mistletoe" (com Brett Eldredge) e um cover de "All I Want for Christmas Is You" (2020) de Vince Vance & the Valiants. Em uma entrevista para o programa de televisão Entertainment Tonight, ela revelou que originalmente não pretendia gravar outro álbum de estúdio de Natal devido ao seu carinho pelo primeiro, mas depois decidiu seguir o estresse emocional induzido pelo divórcio altamente divulgado no ano anterior.  Ao gravar o álbum, Clarkson gravou versões cover de vários clássicos do Natal e escreveu um novo material com duetos com os artistas americanos Chris Stapleton e Ariana Grande.

### Temas e inspirações
A Atlantic Records promoveu When Christmas Comes Around... como uma exploração de "uma ampla gama de emoções e experiências de férias ancoradas pelas incomparáveis proezas vocais de Clarkson". Clarkson elaborou que o álbum irá explorar vários temas de amor, perda, esperança e otimismo — emoções que as pessoas tendem a experimentar durante a temporada de férias.
Inspirando-se em suas experiências durante os últimos dois anos, ela comentou sobre o título do álbum, seu primeiro a não ter uma faixa titular desde My December (2007), como "quando chega o Natal, estamos todos em lugares diferentes." Acrescentando ainda que sua seleção de faixas irá evocar uma atmosfera sombria e postular uma atmosfera alegre. Caracterizando-o como "um álbum de Natal diferente", ela retratou When Christmas Comes Around... como se parecesse mais com um álbum de estúdio normal, mas "há Natal borrifado nele."

## Lançamento
When Christmas Comes Around... foi lançado pela Atlantic Records em 15 de outubro de 2021. Uma edição especial enviada exclusivamente para as lojas de varejo da Target também apresentaria um cartão de Natal assinado por Clarkson. Seu primeiro single "Christmas Isn't Canceled (Just You)", foi lançado em 23 de setembro de 2021. "Glow" com Stapleton e "Santa, Can't You Hear Me" com Grande foram lançados como singles promocionais junto com o lançamento do álbum.

## Recepção critica
Mike DeWald, da Riff Magazine, elogiou como Clarkson consegue fazer a música de Natal certa e não é exagero e uma novidade. Ele também ficou impressionado em como as canções originais de Natal de Clarkson são "algo novo e ouvível". Sal Cinquemani da Slant Magazine, que deu ao álbum três e meia de cinco estrelas, criticou algumas escolhas de produção, mas elogiou os vocais "impressionantes" de Clarkson e as "variações melódicas" dos clássicos como o "principal argumento de venda". Marcy Donelson, do AllMusic, deu ao álbum três de cinco estrelas, chamou-o de "um conjunto vibrante, totalmente orquestral e alto volume em média" e destacou "Merry Christmas (To the One I Used to Know)" e "Santa, Can't You Hear Me" como destaques entre as faixas mais recentes."
Justin Curto do Vulture, chamou Kelly Clarkson de "a rainha das festas", dizendo como o projeto do disco é um presente para o Natal de 2021. Curto agradece especialmente a colaboração com Ariana Grande, pois soa "tão majestosa quanto você esperaria das duas cantoras".

## Lista de faixas
| When Christmas Comes Around... |                                                |                                                         |                          |         |  |
| N.º                            | Título                                         | Compositor(es)                                          | Produtor(es)             | Duração |  |
| 1.                             | "Merry Christmas Baby"                         | Kelly Clarkson Aben Eubanks                             | Jesse Shatkin            | 3:45    |  |
| 2.                             | "It's Beginning to Look a Lot Like Christmas"  | Meredith Willson                                        | Shatkin                  | 1:54    |  |
| 3.                             | "Christmas Isn't Canceled (Just You)"          | Clarkson Jason Halbert Jessi Collins                    | Halbert Joseph Trapanese | 3:51    |  |
| 4.                             | "Merry Christmas (To the One I Used to Know)"  | Clarkson Eubanks Halbert                                | Halbert Trapanese        | 4:10    |  |
| 5.                             | "Rockin' Around the Christmas Tree"            | Johnny Marks                                            | Halbert                  | 1:52    |  |
| 6.                             | "Glow" (com Chris Stapleton)                   | Clarkson Danja Halbert Hayley Warner Jesse Thomas       | Halbert                  | 3:18    |  |
| 7.                             | "Santa Baby"                                   | Joan Javits Philip Springer                             | Halbert                  | 2:50    |  |
| 8.                             | "Santa, Can't You Hear Me" (com Ariana Grande) | Clarkson Eubanks                                        | Halbert                  | 4:02    |  |
| 9.                             | "Last Christmas"                               | George Michael                                          | Halbert                  | 3:09    |  |
| 10.                            | "Jingle Bell Rock"                             | Joseph Beal James Ross Boothe                           | Shatkin                  | 1:56    |  |
| 11.                            | "Blessed"                                      | Lindy Robbins Toby Gad Nicole Cohen                     | Halbert                  | 3:34    |  |
| 12.                            | "Christmas Come Early"                         | Bobby Strand Brock Baker Molly Kate Kestner Dave Lubben | Halbert                  | 2:59    |  |
| Duração total:                 | Duração total:                                 | Duração total:                                          | Duração total:           | 37:20   |  |

| When Christmas Comes Around... – Faixas bônus |                                            |                        |                 |         |  |
| N.º                                           | Título                                     | Compositor(es)         | Produtor(es)    | Duração |  |
| 13.                                           | "Under the Mistletoe" (com Brett Eldredge) | Clarkson Eubanks       | Eubanks Shatkin | 3:45    |  |
| 14.                                           | "All I Want for Christmas Is You"          | Andy Stone Troy Powers | Shatkin         | 3:46    |  |
| 15.                                           | "Christmas Eve"                            | Clarkson Halbert       | Halbert         | 3:00    |  |
| Duração total:                                | Duração total:                             | Duração total:         | Duração total:  | 47:51   |  |

## Desempenho nas tabelas musicais
| País — Tabela musical (2021)                    | Melhor posição |
| ----------------------------------------------- | -------------- |
| Canadá (Canadian Albums Chart – Billboard)      | 49             |
| Escócia (Scottish Albums – OCC)                 | 80             |
| Estados Unidos (Billboard 200)                  | 42             |
| Estados Unidos (Top Holiday Albums – Billboard) | 1              |
| Hungria (Hungarian Albums – MAHASZ)             | 23             |
| Reino Unido (UK Albums – OCC)                   | 79             |
| Reino Unido (UK Digital Albums – OCC)           | 16             |

## Histórico de lançamento
| Região | Data                  | Formato                       | Gravadora | Número de catálogo | Ref.          |
| ------ | --------------------- | ----------------------------- | --------- | ------------------ | ------------- |
| Várias | 15 de outubro de 2021 | CD Download digital streaming | Atlantic  | 864083-4           | [ 22 ] [ 23 ] |
| Várias | 15 de outubro de 2021 | CD de cartão de natal         | Atlantic  | 864006-3           | [ 6 ]         |